# Ферзиково (село)
Фе́рзиково — село в Ферзиковском районе Калужской области России. Административный центр сельского поселения «село Ферзиково».

## География
Село находится на автодороге Калуга — Таруса, на расстоянии 3 км к северу от посёлка Ферзиково, административного центра района, и 31 км к востоку от города Калуга, административного центра области.

### Часовой пояс
Село Ферзиково, как и вся Калужская область, находится в часовой зоне МСК (московское время). Смещение применяемого времени относительно UTC составляет +3:00.

## Население
| 2002 | 2010 | 2011 |
| ---- | ---- | ---- |
| 516  | ↗531 | ↗628 |

## Транспорт
В 3 км к югу находится одноимённая железнодорожная станция на линии Калуга — Тула.